# 擾亂 (考古學)
擾亂是指考古遺址因建造後發生的事件而發生的任何變化。可能是由自然事件或人類活動引起的，並可能導致考古價值的喪失。在某些情況下，很難區分人類在研究期間造成的擾亂與後來人類活動或自然原因造成的擾亂。